# Shelton (Washington)
Shelton je grad u američkoj saveznoj državi Washington. Prema popisu stanovništva iz 2010. u njemu je živjelo 9.834 stanovnika.